# Guanmiao (Tainan)
Guanmiao (chinesisch 關廟區, Pinyin Guānmiào Qū, W.-G. Kuan1-miao4 Ch'ü1, Zhuyin ㄍㄨㄢ ㄇㄧㄠˋ ㄑㄩˇ, Pe̍h-ōe-jī Koan-biō-khu) ist ein Bezirk der regierungsunmittelbaren Stadt Tainan im Südwesten der Republik China auf Taiwan.

## Lage und Beschreibung
Guanmiao liegt am südlichen Rand des Stadtgebiets von Tainan. Der Bezirk hat langgestreckte Form mit einer Nord-Süd-Ausdehnung von etwa 13,7 Kilometern und einer Ost-West-Ausdehnung zwischen 2,5 und 7,3 Kilometern. Die benachbarten Bezirke in Tainan sind Longqi im Osten, Xinhua im Norden und Guiren im Westen. Im Süden grenzt Guanmiao an das Stadtgebiet von Kaohsiung (Bezirke Alian und Tianliao).

## Geschichte
Die ersten historisch fassbaren Bewohner der Gegend waren zu den Austronesiern zählende taiwanische Ureinwohner vom Stamm der Siraya. Zur Zeit des Königreichs Tungning wanderten zunehmend Han-Chinesen vom heutigen Anping aus entlang des Flusses Yanshui (鹽水溪,  Yánshuǐ Xī) landeinwärts und wurden dort zum Teil systematisch als Wehrbauern angesiedelt. Im Jahr 1718, zur Regierungszeit des Qing-Kaisers Kangxi, wurde hier ein Tempel, der Shanxi Tang (山西堂,  Shānxī Táng) erbaut. Im Tempel wurde Guan Yu verehrt und die Umgebung wurde schließlich unter der Bezeichnung Guandimiao Jie (關帝廟街,  Guāndì Miào Jiē – „Kaiser Guans Tempelstraße“) bekannt. Während der japanischen Kolonialzeit (1895–1945) wurde auf diesen Namen zurückgegriffen und es entstand die Verwaltungseinheit Guanmiao (關廟庄, chin. Guanmiao Zhuāng, japan. Sekibyō Shō) im Bezirk Xinfeng (新豐郡, chin. Xīnfēng jùn, japan. Niitoyo Gun) in der Präfektur Tainan. Nach der Übernahme Taiwans durch die Republik China im Jahr 1945 wurde Guanmiao zu einer Landgemeinde (鄉,  Xiāng) im neu gegründeten Landkreis Tainan reorganisiert. Nachdem der Landkreis am 25. Dezember 2010 aufgelöst und vollständig in die Stadt Tainan eingemeindet worden war, erhielt Guanmiao den Status eines Stadtbezirks (區,  Qū).

## Bevölkerung
Mit etwas mehr als 33.000 Einwohnern (August 2024) gehört Guanmiao in Bezug auf Bevölkerung zu den mittelgroßen Stadtbezirken Tainans. Angehörige der indigenen Bevölkerung machen etwa 0,2 Prozent der Bevölkerung aus (2017).
| Gliederung Guanmiaos |
|                      |

## Verwaltungsgliederung
Guanmiao ist in 15 Ortsteile (里,  Lǐ) gegliedert. Am 29. Januar 2018 erfolgte eine interne Neuabgrenzung verschiedener Ortsteile.
1 Bitou (埤頭里)

2 Xiahu (下湖里)

3 Xinpu (新埔里)

4 Beishi (北勢里)

5 Xinguang (新光里)

6 Huayuan (花園里)

7 Xiangyang (香洋里)

8 Shanxi (山西里)

9 Guanmiao (關廟里)

10 Songjiao (松腳里)

11 Dongshi (東勢里)

12 Wujia (五甲里)

13 Shenkeng (深坑里)

14 Budai (布袋里)

15 Nanxiong (南雄里)

## Verkehr
Hauptverkehrsader ist die Nationalstraße 3 (Autobahn), die in Nord-Süd-Richtung durch den Bezirk verläuft (ein kleiner Abschnitt verläuft im Nachbarbezirk Longqi). Ebenfalls in Nord-Süd-Richtung, weitgehend parallel zur Autobahn, verläuft die Provinzstraße 19A (19甲). Von der Autobahn zweigt die Provinz-Schnellstraße 86 Richtung Westen ab. In West-Ost-Richtung läuft die Kreisstraße 182.
Eine direkte Eisenbahnverbindung besteht nicht, jedoch verläuft im westlichen Nachbarbezirk Guiren die Trasse der Taiwanischen Hochgeschwindigkeitsbahn (THSR) mit Haltebahnhof, von dem aus auch Anschluss an die Taiwanische Eisenbahn besteht.

## Wirtschaft
Traditioneller Erwerbszweig ist die Landwirtschaft. Schon seit der Qing-Zeit wird der Bambusanbau und die Bambusverarbeitung betrieben. In der Zeit von 1961 bis 1971 wuchs Guanmiao zum wichtigsten Zentrum der Rattan-Verarbeitung und -Produktion in Taiwan heran. Während der japanischen Herrschaft wurde der Zuckerrohranbau stark gefördert (im Bezirk finden sich noch Reste der alten Zuckerbahn). Nach 1976 ging dieser stark zurück und an die Stelle des Zuckerrohrs traten Ananasanbau und die Produktion von Bambussprossen.

## Besonderheiten und touristische Ziele
In Guanmiao gibt es eine Reihe von Landschaftsparks, u. a. der 65 ha große Guanmiao-Waldpark (關廟森林公園) im Ortsteil Budai. Als sehenswert gelten der Qianfoshan-Bodhi-Tempel (千佛山菩提寺,  Qiānfúshān Pútísì) im Ortsteil Songjiao, der eine große sitzende Buddhastatue aufweist. Die Baugeschichte des Shanxi-Tempels (山西宮,  Shānxī Gōng) im gleichnamigen Ortsteil reicht etwa bis um das Jahr 1700 zurück. Der letzte größere Umbau erfolgte im Jahr 1975.

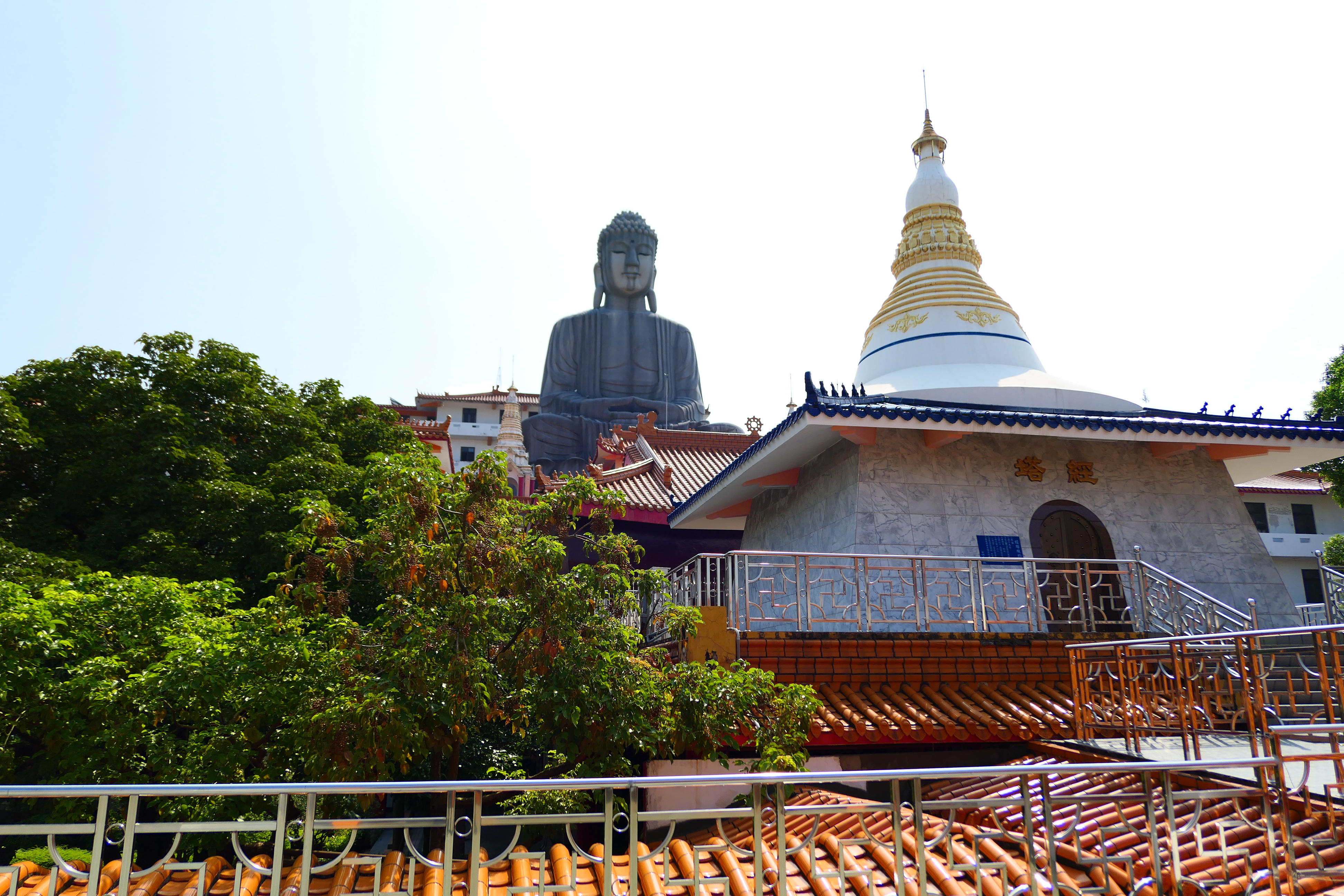
Qianfoshan-Bodhi-Tempel mit sitzendem Buddha
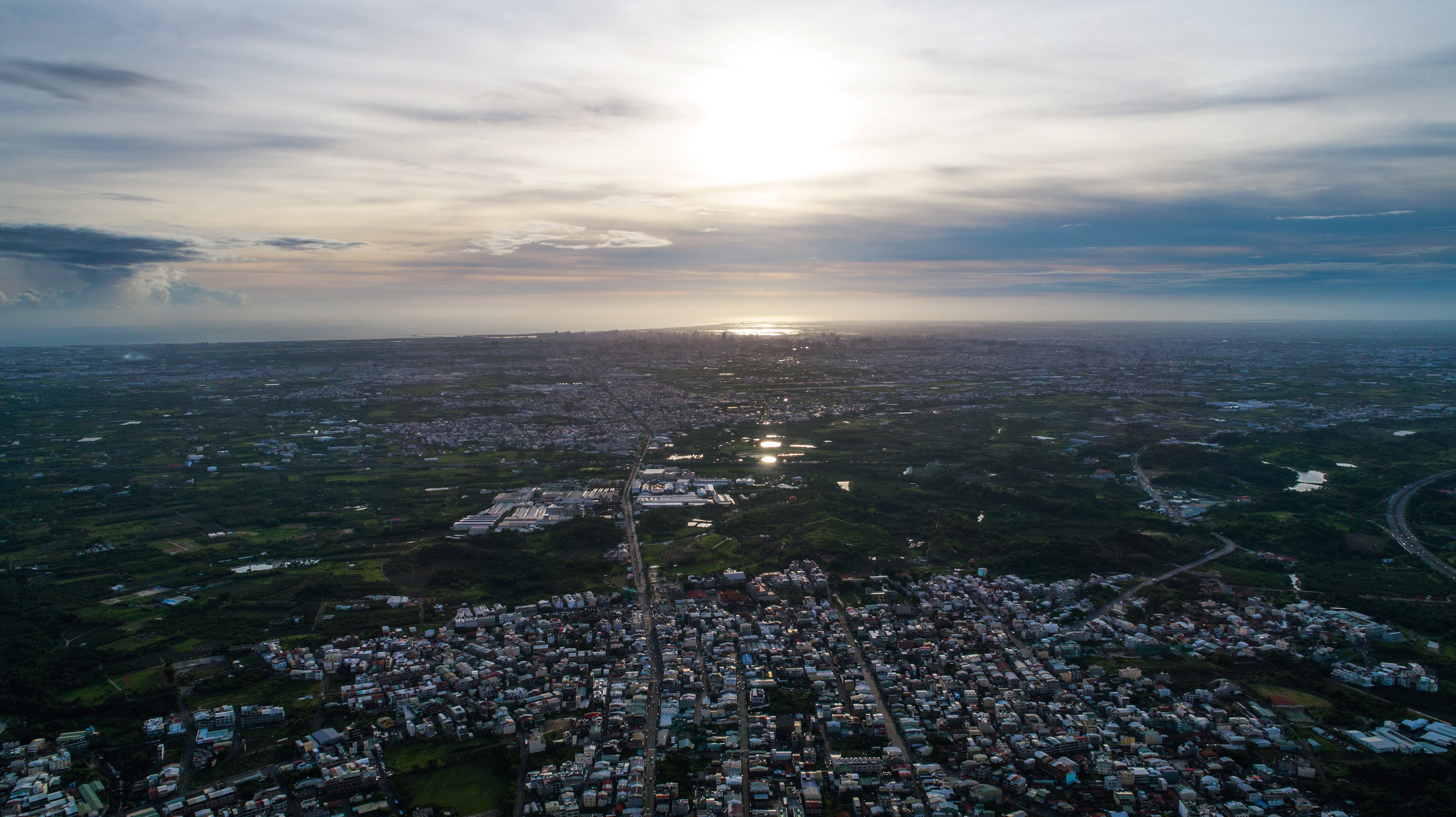
Sonnenuntergang über Guanmiao (Blick nach Westen)